# Довгалюк Роман Анатолійович
Рома́н Анато́лійович Довгалю́к (1986—2024) — український військовослужбовець, учасник російсько-української війни.

## Життєпис
Народився 14 квітня 1986 року в селі Мишковичі, навчався у Кременецькій обласній гуманітарно-педагогічній академії. Працював тату-майстром, артистом вогняного шоу. Брав участь у співочих конкурсах; створив власний байкерський клуб. Колекціонував старовинний глиняний посуд та карнавальні маски.
Військову службу проходив у 44 ОАБр, на початку повномасштабного вторгнення обороняв Київщину та Житомирщину.
Загинув 12 серпня 2024 в Сумській області.
Без Романа лишились мама Христина, батько Анатолій; донька Софія.
Похований 15 серпня 2024 року в Тернополі.

## Нагороди
- Орден «За мужність» III ступеня[1].
- Медаль «За військову службу Україні»[2].